# Galumna floridae
Galumna floridae är en kvalsterart som först beskrevs av Arthur P. Jacot 1929.  Galumna floridae ingår i släktet Galumna och familjen Galumnidae. Inga underarter finns listade i Catalogue of Life.